# Man in the Box
«Man in the Box» es una canción del grupo de grunge estadounidense Alice in Chains, escrita por Layne Staley y musicalizada por Jerry Cantrell. Fue lanzada en 1990 en el disco Facelift y luego como sencillo en enero de 1991. La canción fue incluida en los álbumes recopilatorios Nothing Safe: Best of the Box de 1999, Music Bank de 1999, Greatest Hits de 2001 y The Essential Alice in Chains de 2006, se lanzó una versión censurada que reemplaza las frases buried in my shit por (buried in my spit) y shove my nose in shit por (shove my nose in spit). Esta canción es popularmente conocida gracias a su peculiar sonido de la guitarra de Jerry Cantrell con Talk Box, que fue sugerido por el productor Dave Jerden, después de que iba escuchando en su coche camino al estudio, el tema Livin' On A Prayer de Bon Jovi.

## Recepción
«Man in the Box» es considerada como la canción más reconocida y exitosa de la banda, alcanzando la posición No. 18 en la lista Album Rock Tracks de la revista Billboard en el año de su publicación. Fue nominada al premio Grammy por mejor canción de hard rock en 1992. Steve Huey de Allmusic se refirió a la canción como "una pieza importante para el desarrollo del grunge".

## Personal
- Layne Staley – voz
- Jerry Cantrell – guitarra, voz, talk box
- Mike Starr – bajo
- Sean Kinney – batería